# 特雷尼-佩勒斯-圣科隆布
特雷尼-佩勒斯-圣科隆布（法語：Treigny-Perreuse-Sainte-Colombe，法語發音：[tʁɛɲi pɛʁøz sɛ̃t kɔlɔ̃b]）是法国约讷省的一个市镇，属于欧塞尔区。该市镇于2019年1月1日由原市镇特雷尼和卢万河畔圣科隆布合并而成，行政中心位于特雷尼。

## 历史
1973年1月1日，佩勒斯和卢万河畔圣科隆布并入特雷尼。1977年1月1日，卢万河畔圣科隆布从中脱离，再次成为独立市镇。2019年1月1日，卢万河畔圣科隆布再度与特雷尼合并，新市镇名称为“特雷尼-佩勒斯-圣科隆布”，涵盖了原来的三市镇名。

## 地理
特雷尼-佩勒斯-圣科隆布（47°33'2"N, 3°11'5"E）面积67.46 平方千米，位于法国勃艮第-弗朗什-孔泰大區约讷省，由特雷尼、佩勒斯和卢万河畔圣科隆布三部分组成。

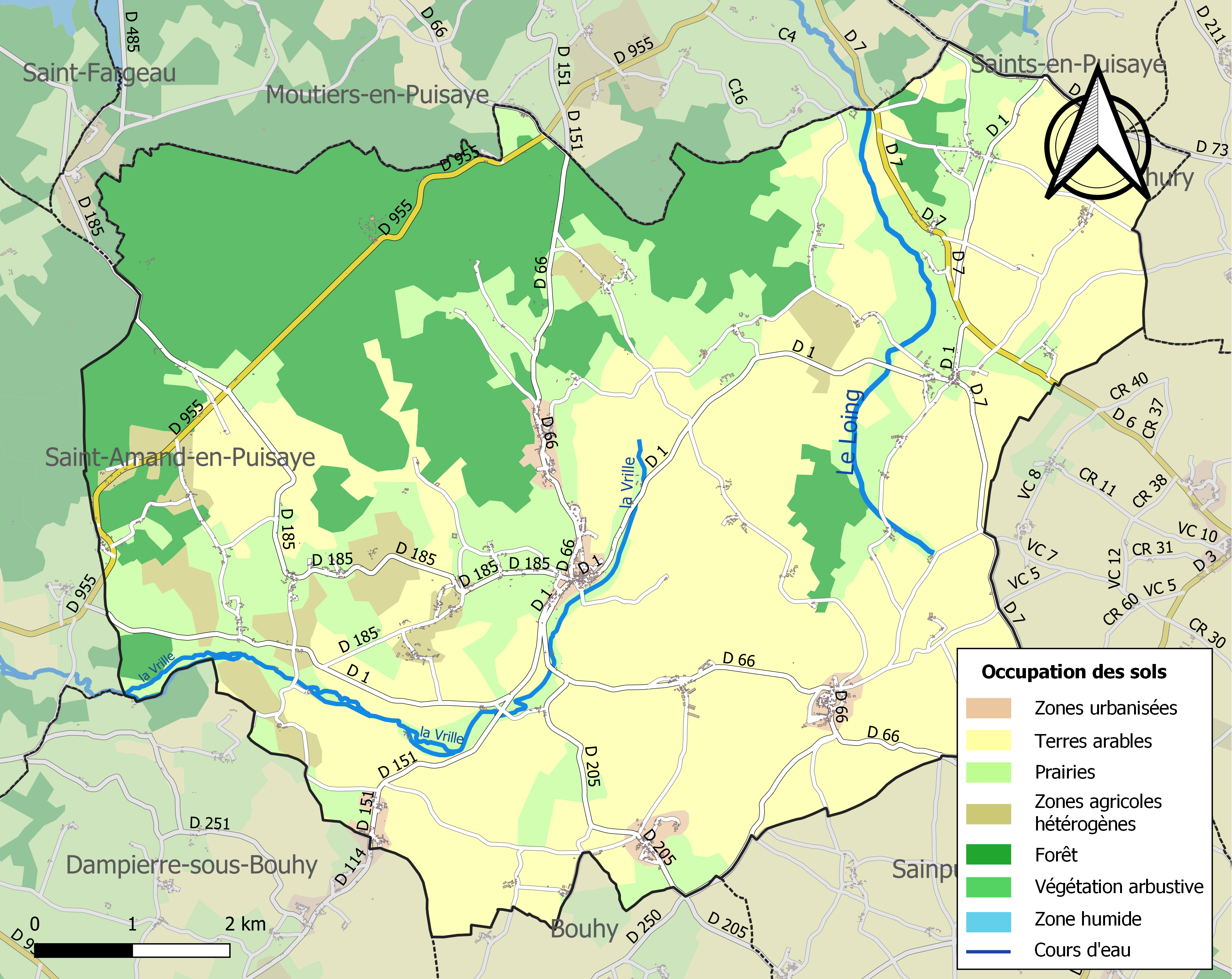
特雷尼-佩勒斯-圣科隆布的OSM定位图

与特雷尼-佩勒斯-圣科隆布接壤的市镇（或旧市镇、城区）包括：皮赛地区穆捷、皮赛地区圣、蒂里、兰塞克、桑皮、布伊、当皮埃尔苏布伊、皮赛地区圣阿芒。
特雷尼-佩勒斯-圣科隆布的时区为UTC+01:00、UTC+02:00（夏令时）。

## 行政
特雷尼-佩勒斯-圣科隆布的邮政编码为89520，INSEE市镇编码为89420。

## 政治
特雷尼-佩勒斯-圣科隆布所属的省级选区为万塞勒县。

## 人口
特雷尼-佩勒斯-圣科隆布于2022年1月1日时的人口数量为1076人。